# Hato de Foces
Hato de Foces és un grup musical aragonès del gènere folk que va ser fundat a Osca, Espanya.

## Història
El grup va néixer en 1977 quan un grup d'amics amants de la música tradicional van començar a ajuntar-se per cantar i interpretar cançons de grups com Nuestro Pequeño Mundo, Nuevo Mester de Juglaría, Oskorri, Jarcha o Lana Bullonera, entre d'altres, grups que van ser referents per Hato de Foces. No va ser fins a 1981, després d'un reeixit concert, que el seu treball es feu regular. A partir de llavors el grup es va dedicar a difondre la música tradicional aragonesa, tant vocal com la instrumental, buscant en els cancioneiros o recollint cançons per tradició oral. D'aquesta manera, van recuperar cançons populars en risc d'oblit, recuperant també instruments com la gaita de boto aragonesa.
Hato de Foces va prendre el seu nom d'un lloc de Semontano en el qual els pastors, en fer-se de nit, s'aixoplugaven amb les seves ovelles. El disc Hato de Foces (1999) l'hi van dedicar a Rafael Andolz. El grup va deixar els escenaris el 8 d'agost de 2011, després de més de 35 anys de treball i 550 concerts.

## Components
- Marise Aguilar (veu).
- Alfredo Callén García (baix i veu).
- Salvador Cored (gaita de boto, flauta entremaliada, mandolina, bandurria, llaüt i guitarra).
- Jorge Marsó (bateria i percussió).
- Carlos Montull (guitarra i llaüt).
- José Luis Ochoa Hortolà (veu, llaüt, guitarra i flautes dolces, entre altres).
- Olga Orús (veu).
- Josu Ubierna (acordió).

## Discografia
- Amadruga (1983)
- En plena cuaje(1985)
- Tradición y fiesta (1986)
- Cuarto creciente (1989)
- Cantar de camino (1992)
- Hato de Foces (1999)
- Errekeerre (2002)
- Estrella de Paz (2002)
- Chino Chano (2006)

## Premis
- Premi Nacional d'Actualització de Música Folk, Guadalajara (1987).
- Grup Folk més votat pels oïdors de Ràdio Nacional d'Espanya (1989).
- Medalla d'Antena 3 (1985).
- Folklorista altoaragonés (1983, 1984 i 1986).
- Grup més votat pels oïdors del programa Trébede de RNE - Radio 3.
- Premio Graella d'Or, Huesca, 2009.